# Haplochromis albertianus
Haplochromis albertianus är en fiskart som beskrevs av Regan 1929. Haplochromis albertianus ingår i släktet Haplochromis och familjen Cichlidae. Inga underarter finns listade i Catalogue of Life.